# Áreas protegidas no Brasil
As áreas protegidas no Brasil são partes do território brasileiro que são delimitadas e geridas com o objetivo de conservar o seu patrimônio natural, que inclui elementos ecológicos, históricos, geológicos e culturais. Esses espaços protegidos no Brasil são correspondentes ao que internacionalmente se convencionou chamar áreas protegidas.
A extensão e as características das áreas protegidas no Brasil variam em função da definição de área protegida considerada. Existem duas definições principais de área protegida, aplicáveis no contexto brasileiro. Em primeiro lugar, a legislação federal brasileira reconhece a definição de áreas protegidas constante da Convenção sobre Diversidade Biológica (CDB), elaborada durante a Eco-92 no Rio de Janeiro, em 1992. E em segundo lugar, internacionalmente a definição de área protegida mais aceita nos meios políticos e científicos é a da União Internacional para a Conservação da Natureza (UICN), que é um pouco mais estrita do que a presente na CDB. Assim, a relação exata entre a noção de áreas protegidas e as categorias de espaços naturais protegidos previstos na legislação brasileira é tema relativamente polêmica, havendo três possíveis entendimentos:
Em primeiro lugar, há quem entenda que a noção de área protegida seja ampla e compreenda todos os espaços territorialmente demarcados cuja principal função seja a conservação e/ou a preservação de recursos naturais e/ou culturais a eles associados. Por esse entendimento, todas as categorias legais brasileiras de proteção dos espaços naturais poderiam ser classificados como áreas protegidas, incluindo os hortos florestais, as unidades de conservação, as terras indígenas, as reservais legais, as áreas de preservação permanente, os territórios remanescentes de comunidades quilombolas, e assim por diante.
Para outros, que tomam como referência a noção de área protegida da CDB, por sua vez interpretada no Brasil pelo Decreto n. 5.758, de 13 de abril de 2006, as categorias brasileiras que correspondem ao conceito de áreas protegidas seriam as unidades de conservação, as terras indígenas e os territórios remanescentes de comunidades quilombolas.
Por fim, para outros, que dão maior importância ao conceito de área protegida elaborado e atualizado pela UICN, a noção de área protegida corresponderia unicamente às unidades de conservação brasileiras.

## Definição de área protegida
Em geral o conceito de áreas protegidas da Convenção sobre Diversidade Biológica (CDB) vendo sendo compreendido como um conceito que incorpora os elementos mínimos para que um espaço protegido possa ser considerada área protegida. A definição de área protegida mais aceita é a da UICN, que embora não conte com aceitação universal, em geral goza de reconhecimento pela maior parte da comunidade científica e política internacional. Em relação aos espaços protegidos brasileiros, a definição mais recente de área protegida da IUCN permite a inclusão tanto das Unidades de Conservação, quanto as Terras Indígenas e Territórios Quilombolas, e um exemplo disso pode ser visto na World Database of Protected Areas das Nações Unidas, que embora seja um instrumento da CDB, toma como base a definição de área protegida da IUCN.
Por outro lado, para alguns é possível adotar uma definição de área protegida mais abrangente, e as opiniões variam desde o entendimento de que qualquer área que colabora com a conservação da natureza pode ser considerada "área protegida", até entendimento de apenas alguns instrumentos jurídicos brasileiros correspondem a essa definição, incluindo os hortos florestais, cavernas e sítios arqueológicos, os biomas que segundo a Constituição são patrimônio nacional, entre outros.

## Unidades de Conservação
Unidades de Conservação (UCs) é como são denominadas as áreas naturais a serem protegidas no Sistema Nacional de Unidades de Conservação da Natureza (SNUC). O SNUC, amparado legalmente pela Lei Nº 9.985 de 18 de julho de 2000,  fornece diretrizes e procedimentos oficiais às esferas governamentais federal, estadual e municipal e à iniciativa privada para a criação, a implantação e a gestão de UCs, sistematizando assim a conservação da natureza no Brasil.
Existem no SNUC 12 categorias complementares de UCs, separadas de acordo com seus objetivos de manejo e tipos de uso em dois grandes grupos: Unidades de Proteção Integral e Unidades de Uso Sustentável. As categorias de unidades de proteção integral são as seguintes: estação ecológica, monumento natural, parque nacional, refúgio de vida silvestre e reserva biológica. Estas unidades têm como objetivo básico a preservação da natureza, sendo admitido o uso indireto dos seus recursos naturais, com exceção dos casos previstos na Lei do SNUC.
As categorias de unidades de uso sustentável são as seguintes: área de proteção ambiental, área de relevante interesse ecológico, floresta nacional, reserva de desenvolvimento sustentável, reserva de fauna, reserva extrativista e reserva particular do patrimônio natural. Estas unidades objetivam a compatibilização do uso direto de parcela dos seus recursos naturais com a conservação da natureza, permitindo a exploração do ambiente, de maneira a preservar biodiversidade do local e os seus recursos renováveis.

## Terras Indígenas
No Brasil, as áreas ocupadas por povos indígenas são legisladas pelo Estatuto do Índio (Lei nº 6001 de 19 de dezembro de 1973) e pela Constituição de 1988, da seguinte forma:
- Terras indígenas, em sentido amplo (todas tratadas no Estatuto):
  - Terras de ocupação tradicional (ou terras indígenas num sentido estrito, tratadas também na Constituição;
  - Terras reservadas (com as modalidades reserva indígena, parque indígena, colônia agrícola indígena e território federal indígena);
  - Terras de domínio das comunidades indígenas.

## Territórios Quilombolas
No Brasil, há mais de duas mil comunidades quilombolas. De acordo com certos critérios, uma comunidade quilombola pode ganhar reconhecimento oficial e o título de propriedade de suas terras. Tais terras tituladas são chamadas terras ou territórios quilombolas, e nelas podem viver uma ou mais comunidades quilombolas. As comunidades quilombolas foram regulamentadas pelo Decreto Federal Nº 4.887 de 20 de novembro de 2003.

## Código Florestal de 1965
O Código Florestal teve sua primeira versão através da Lei Federal 4.771, que definia dois tipos de espaços protegidos em propriedades particulares, que dependendo da definição aplicada podem ser considerados áreas protegidas:
- Área de Preservação Permanente (APP)
- Reserva Legal (RL)

A lei de 1965 foi revogada e substituída pela Lei 12.651, de 2012.

## Outras áreas
Há outras áreas que colaboram para a conservação da natureza, embora talvez não se enquadrem na definição de área protegida da IUCN. Algumas podem ser delimitadas ou protegidas por lei.
As Florestas Públicas são as florestas brasileiras, naturais ou plantadas, que se encontram em áreas públicas. Entre elas, estão as florestas localizadas em Assentamentos Rurais Públicos, em áreas militares, em Terras Arrecadadas do Poder Público (da União, estados e municípios) e em terras devolutas. Também são consideradas Florestas Públicas as florestas das Unidades de Conservação e Terras Indígenas.
Já se propôs a criação de uma nova categoria de Unidade de Conservação, especial para terras sob responsabilidade das Forças Armadas.
Existem áreas vinculadas a ONGs, empresas privadas, empresas estatais da área de eletricidade, instituições de pesquisa e/ou ensino:
- Reserva Ecológica do IBGE - RECOR
- Estação Biológica de Boraceia, da USP
- Museu Aberto do Descobrimento

Há também áreas localizadas em propriedades privadas, mas que não contam com o reconhecimento legal que as RPPNs possuem. Exemplo:
- Parque Ecológico Quedas do Rio Bonito

Antes da Lei do SNUC, de 2000, havia áreas protegidas criadas com base em legislações anteriores e que não pertenciam às categorias do SNUC (como as Reservas Ecológicas). Elas deveriam ser reavaliadas, no prazo de até dois anos, com o objetivo de definir em que categoria do SNUC se enquadrariam. Contudo, ainda existem algumas áreas protegidas não recategorizadas:
- Reserva Ecológica da Juatinga

Enfim, segundo o Código de Mineração, de 1967, prevê-se a criação de Reservas Nacionais, nas quais haveria restrições a exploração de recursos minerais. Em 1984, foi criada a Reserva Nacional de Cobre e seus Associados, no Pará e Amapá, à qual, posteriormente, foram sobrepostas diversas UCs e Terras Indígenas. No dia 22 de agosto de 2017, o presidente da república Michel Temer lançou um decreto no qual extinguia-se a reserva. Por conta da grande pressão popular e da repercussão negativa, Temer acabou revogando tal decreto pouco mais de um mês após sua criação.

## Reconhecimento Internacional
- Reservas Mundiais da Biosfera: Programa MaB, de 1970 (Dec. 74685/74 e Dec.Pres. de 21 de setembro de 1999)
- Sítios Ramsar: Convenção sobre as Zonas Húmidas de Importância Internacional, de 1971 (promulgada pelo Dec. 1905/96)
- Sítios do Patrimônio Mundial Natural: Convenção do Patrimônio Mundial, de 1972 (promulgada pelo Dec. 80978/1977)

São como "selos" que as áreas protegidas podem receber.